# Vía dopaminérgica

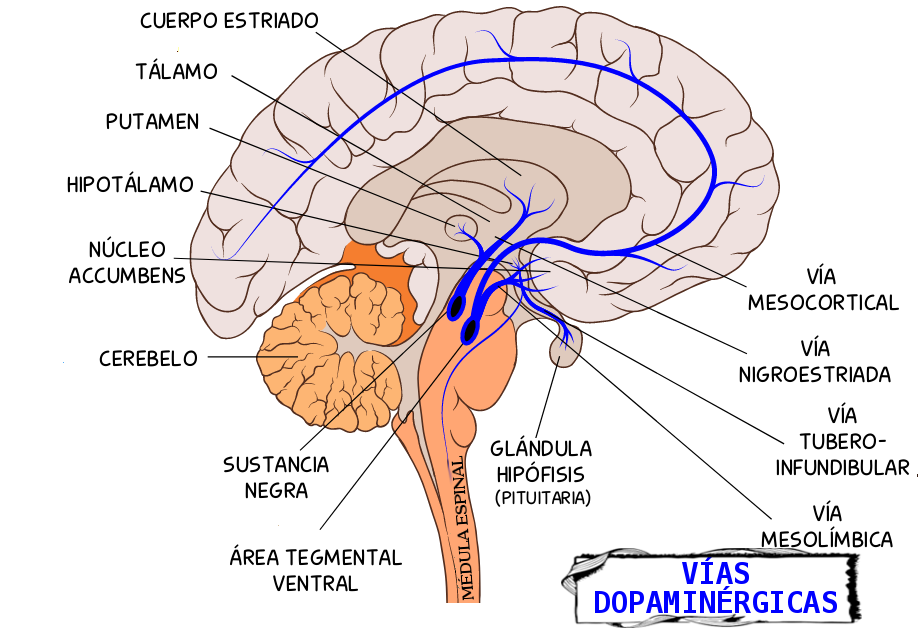
Vías dopaminérgicas en el cerebro.

Las vías dopaminérgicas son rutas de neuronas que transmiten dopamina de una región del cerebro a otra. Las neuronas de las rutas dopaminérgicas tienen axones que corren todo el trayecto de la vía. El citoplasma neuronal o soma produce dopamina, la cual es transmitida a través de los axones que se proyectan hasta los distintos destinos sinápticos. Los cuerpos celulares de los núcleos dopaminérgicos en regiones como la sustancia negra suelen ser pigmentados por razón del pigmento negruzco melanina.
La marihuana estimula la vía mesolímbica de la dopamina, que es un sistema de recompensas del cerebro, desde el área ventral tegmental al núcleo accumbens.

## Vías principales
Existen ocho rutas o vías dopaminérgicas, de las cuales las cuatro principales son: Vía mesolímbica, Vía mesocortical, Vía nigroestriatal, Vía tuberoinfundibular.
| Nombre                 | Descripción | Trastornos                     |
| Vía mesolímbica        | Transmite dopamina desde el área ventral tegmental (VTA) hasta el núcleo accumbens. El VTA se ubica en el mesencéfalo, mientras que el núcleo acuminado se encuentra en el sistema límbico. El prefijo "meso-" de mesolímbico se refiere precisamente al mesencéfalo o cerebro medio. | Esquizofrenia                  |
| Vía mesocortical       | Transmite dopamina desde el VTA hasta la corteza frontal. | Esquizofrenia                  |
| Vía nigroestriatal     | Transmite dopamina desde la sustancia negra hasta el cuerpo estriado y es una vía neuronal asociada con el control motor. | Enfermedad de Parkinson, corea |
| Vía tuberoinfundibular | Transmite dopamina desde el hipotálamo hasta la glándula hipófisis y ejerce influencia sobre ciertas hormonas, incluyendo la prolactina. El término "infundibular" se refiere al infundíbulo, del cual se desarrolla la pituitaria o glándula hipófisis.                              | Hiperprolactinemia             |